# Jerzy Andrzej Wójcik
Jerzy Andrzej Wójcik – polski profesor nauk rolniczych, hodowca bydła, prof. dr hab. inż.

## Życiorys
8 czerwca 2006 roku uzyskał tytuł profesora nauk technicznych. Pracuje jako profesor Zachodniopomorskiego Uniwersytetu Technologicznego w Szczecinie na Wydziale Biotechnologii i Hodowli Zwierząt w Katedrze Nauk o Zwierzętach Przeżuwających. Pracował także na Akademii Rolniczej w Szczecinie na Wydziale Biotechnologii i Hodowli Zwierząt.

## Odznaczenia i nagrody[4]
- Medal Komisji Edukacji Narodowej, 3 lipca 2006
- Nagroda indywidualna III stopnia JM Rektora AR w Szczecinie za osiągnięcia w dziedzinie naukowo-badawczej, 1986
- Nagroda zespołowa II stopnia JM Rektora AR w Szczecinie za osiągnięcia w dziedzinie naukowo-badawczej, 1991
- Wojewódzka Nagroda Naczelnej Organizacji Technicznej II-stopnia za wybitne osiągnięcia w dziedzinie techniki, 1991
- Złota Odznaka Honorowa za zasługi w rozwoju województwa pilskiego, 1992
- Nagroda zespołowa II stopnia JM Rektora AR w Szczecinie za osiągnięcia w dziedzinie badań naukowych, 1996
- Srebrny Krzyż Zasługi, 2002
- Złoty Krzyż Zasługi, 2009[5]
- Odznaką "Zasłużony Pracownik Rolnictwa", 1997
- Odznaką "Zasłużony dla Akademii Rolniczej w Szczecinie", 1997
- Wielokrotnie listami gratulacyjnymi za udział w organizacji i przeprowadzeniu Olimpiad Wiedzy i Umiejętności Rolniczych oraz prac na rzecz Uczelni i regionu